# Ward (Carolina del Sud)
Ward és una població dels Estats Units a l'estat de Carolina del Sud. Segons el cens del 2000 tenia 110 habitants.

## Demografia
Segons el cens del 2000, Ward tenia 110 habitants, 51 habitatges i 27 famílies. La densitat de població era de 54,5 habitants/km².
Dels 51 habitatges en un 27,5% hi vivien nens de menys de 18 anys, en un 39,2% hi vivien parelles casades, en un 11,8% dones solteres, i en un 45,1% no eren unitats familiars. En el 45,1% dels habitatges hi vivien persones soles el 33,3% de les quals corresponia a persones de 65 anys o més que vivien soles. El nombre mitjà de persones vivint en cada habitatge era de 2,16 i el nombre mitjà de persones que vivien en cada família era de 3,07.
Per edats la població es repartia de la següent manera: un 21,8% tenia menys de 18 anys, un 6,4% entre 18 i 24, un 28,2% entre 25 i 44, un 21,8% de 45 a 60 i un 21,8% 65 anys o més.
L'edat mediana era de 40 anys. Per cada 100 dones de 18 o més anys hi havia 75,5 homes.
La renda mediana per habitatge era de 21.000$ i la renda mediana per família de 41.250$. Els homes tenien una renda mediana de 31.667$ mentre que les dones 23.594$. La renda per capita de la població era de 13.026$. Entorn del 23,1% de les famílies i el 15,3% de la població estaven per davall del llindar de pobresa.

## Poblacions més properes
El següent diagrama mostra les poblacions més properes.